# American Mutoscope and Biograph Company

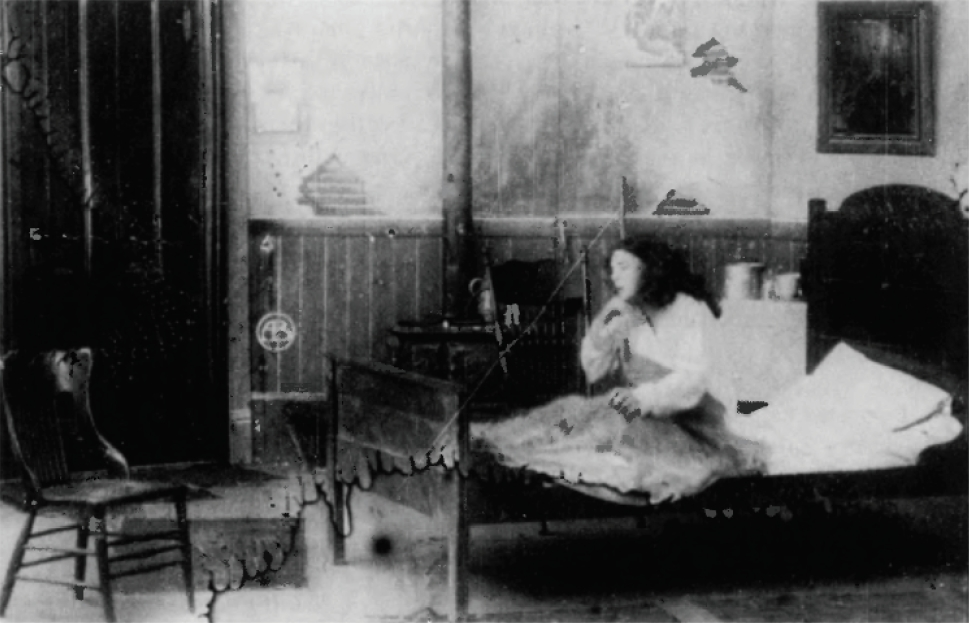
Szene aus Old Isaacs, the Pawnbroker (1908), Logo der American Mutoscope & Biograph Company rechts vom Türpfosten

Biograph (Biograph Company) war eine US-amerikanische Filmproduktionsgesellschaft. Sie wurde 1895 von William K. L. Dickson, einem ehemaligen Mitarbeiter von Thomas Edison, Herman Casler, Henry Marvin und Elias Koopman als American Mutoscope Company, ab 1902 American Mutoscope & Biograph Company, gegründet und 1909 in Biograph Company umbenannt. 1916 fand das Unternehmen ein Ende.
Einige der bekanntesten Künstler der Stummfilmzeit begannen ihre Karriere bei der Biograph, so z. B. David W. Griffith, Mary Pickford, Lionel Barrymore, Lillian Gish und Mack Sennett. Zu den bekannten Namen des Studios gehörten zudem Mabel Normand (zuvor bei Vitagraph) und Robert G. Vignola (zuvor bei Kalem).
Zum Authentizitätsnachweis und als Schutz vor Plagiaten erschien – wie auch bei anderen namhaften frühen Filmgesellschaften – das Firmenlogo, ein A verschmolzen mit einem B in einem Kreis als Abkürzung für American Biograph, in den frühen Stummfilmen auf den Kulissen.